# Гурбанова, Гюльшан Агададаш кызы
Гюльшан Агададаш кызы Гурбанова (азерб. Gülşən Ağadadaş qızı Qurbanova; 19 декабря 1950 — 17 ноября 2006) — советская азербайджанская актриса. Народный артист Азербайджана (1998).

## Биография
Родилась 19 декабря 1950 года в Баку.
В 1974 году окончила Азербайджанский государственный институт искусств имени М. А. Алиева.
С 16 февраля 1979 по 17 ноября 2006 года работала в Азербайджанском государственном театре юного зрителя.
В кино дебютировала в 1977 году в фильме «День рождения». В 1979 году сыграла главную роль в киноальманахе «Жена моя, дети мои». Всего приняла участие в съемках 12 фильмов.
В театре выступала в ролях: Марджан (Моя музыкальная тетя, А.Айлисли), Эйзангюль (Ширинбала собирает мед, С.Гадирзаде), Чичек (Колыбельная матери, И.Джошгун), Шахназ (Городской парень, Г.Расулов), Алмагюль (Праздник на горе Фудзи, Ч.Айтматов), Гюлара (Новелла любви, Ш.Хуршуд и А.Гаджиев), Нера (Прикованный Прометей, Дж. Маммадов), Гюльназ (Любитель денег, А.Оруд
В 1989 году удостоена почётного звания заслуженной артистки Азербайджанской ССР, а  1998 году — народной артистки Азербайджана.
В фильме “Свекровь” 1978 год , озвучивала соседку Садагет.
После работы в театре получала многочисленные приглашения в телеканалы, много лет сотрудничала с телеканалом АзТВ в проекте «Давай посмеёмся вместе».
Скончалась 17 ноября 2006 года в Баку.

## Семья
Дочь известного актёра Агададаша Курбанова, сводная сестра Гамлета Гурбанова.

## Память
Фильм «Однажды на Кавказе», роль в которой стала для Гюльшан Гурбановой последней, и премьера которого состоялась через месяц после её смерти, был посвящён ей.